# 永井多恵子
永井 多恵子（ながい たえこ、旧姓：高島、1938年1月30日 - ）は、公益財団法人せたがや文化財団理事長で、元NHK役職員（アナウンサー、解説委員、副会長を歴任）。

## 人物
東京都出身。日本女子大学附属高等学校、早稲田大学第一文学部を卒業後、1960年NHKにアナウンサーとして入局。以来ずっと東京アナウンス室に在籍し、経済番組の司会など主として報道番組を担当。1980年、アナウンス現場を離れ解説委員室に異動。女性問題や文化・教育問題にスポットを当てた解説や番組の制作に携わった。
1990年、当時の浦和放送局長に就任。NHK史上初の女性局長であった。3年務めた後解説委員室に復帰し、1995年にNHKを役職定年で退職した。
退職後は公益財団法人せたがや文化財団に招かれて1996年に世田谷文化生活情報センター館長に就く。在野で活動していたが、2005年に橋本元一会長の下で副会長として招聘されて財団を退職し、10年ぶりにNHKへ復帰した。2008年にNHKの株インサイダー取引問題で、橋本に連座して副会長を引責辞任した。
辞任後は財団に戻り副理事長を経て、2013年6月に理事長となった。日本バレーボール協会評議員など、多くの団体の外部役員も務めている。

## 過去の出演番組
- 永井多恵子のあなたとNHK - NHKの再生に向けた取り組みを永井副会長自らが語るとともに、中央・国際番組審議委員会の審議内容について説明した。